# Saint-Sauveur-Camprieu
Saint-Sauveur-Camprieu é uma comuna francesa na região administrativa de Occitânia, no departamento de Gard. Estende-se por uma área de 31,74 km². Em 2010 a comuna tinha 245 habitantes (densidade: 7,7 hab./km²).